# 倉田綾子
倉田 綾子（くらた あやこ）は、日本の女性アニメーター、キャラクターデザイナー、アニメーション演出家。スタジオ・ライブ所属。夫は同じくアニメーターの竹内浩志。
キャラクターデザインを務めた『陰陽大戦記』（全52話）では、作画監督こそ担当しなかったものの、全ての回に原画として参加し作画の安定に貢献した。

## 参加作品

### テレビアニメ
1993年
- 美少女戦士セーラームーンR（動画）

1996年
- ゲゲゲの鬼太郎（第4作）（原画）
- るろうに剣心 -明治剣客浪漫譚-（原画）

1997年
- 超魔神英雄伝ワタル（原画）

1999年
- 名探偵コナン（作画監督補佐、原画、OP原画）

2001年
- スターオーシャンEX（キャラクターデザイン、ゲストキャラクターデザイン、OPEDアニメーション、作画監督、原画）

2002年
- 犬夜叉（作画監督、原画）
- 王ドロボウJING（原画、OPアニメーション）
- サイボーグ009 THE CYBORG SOLDIER（演出助手、作画監督）

2003年
- 出撃!マシンロボレスキュー（作画監督、原画、OP・ED作画）
- 成恵の世界（原画）

2004年
- エリア88（総作画監督、作画監督、OP原画）
- LOVE♥LOVE?（原画）
- 陰陽大戦記（アニメーションキャラクターデザイン、原画、OP作画→OP作画監督・作画、ED作画監督）
- グレネーダー ほほえみの閃士（作画監督、原画）

2006年
- 舞-乙HiME（原画）
- 牙 -KIBA-（絵コンテ、演出、OP原画）
- BLACK BLOOD BROTHERS（総作画監督、絵コンテ、作画監督、作監補佐、原画、OP・ED・アイキャッチ原画）

2007年
- アイドルマスター XENOGLOSSIA（キャラクター作監協力、作画監督、原画、OP作画、ED原画）
- 魔人探偵脳噛ネウロ（絵コンテ、OP演出）

2008年
- ONE OUTS -ワンナウツ-（作画監督、原画、ED原画）
- 喰霊 -零-（OP原画）

2009年
- 宇宙をかける少女（絵コンテ、演出、原画）

2010年
- RAINBOW-二舎六房の七人-（絵コンテ、演出、OP演出）
- FAIRY TAIL（OP・ED原画）

2011年
- 異国迷路のクロワーゼ The Animation（着物テクスチャ、原画）

2012年
- モーレツ宇宙海賊（絵コンテ、演出、作画監督、作画監督協力、原画）
- 男子高校生の日常（総作画監督、原画、ED作画監督）
- 緋色の欠片（OP原画）
- 貧乏神が!（絵コンテ、演出、原画）
- マギ The labyrinth of magic（絵コンテ、演出、作画監督、作画監督補佐、原画、第二原画）

2013年
- 銀の匙 Silver Spoon（OP原画）
- マギ The kingdom of magic（シリーズ演出、絵コンテ、演出、原画、第二原画）

2014年
- 四月は君の嘘（絵コンテ、演出、演奏作画監督、原画）
- ヤマノススメ セカンドシーズン（絵コンテ、演出）

2015年
- アイドルマスター シンデレラガールズ（絵コンテ、演出、原画）
- すべてがFになる THE PERFECT INSIDER（演出）

2016年
- 少年メイド（絵コンテ、演出）

2017年
- GRANBLUE FANTASY The Animation（助監督、絵コンテ、演出）

2019年
- 約束のネバーランド（絵コンテ、演出）
- Fate/Grand Order -絶対魔獣戦線バビロニア-（絵コンテ、演出）

2021年
- 約束のネバーランド（第2期）（絵コンテ、演出 、作画監督、原画、第二原画）

2022年
- くノ一ツバキの胸の内（絵コンテ、演出）

### 劇場アニメ
2000年
- 名探偵コナン 瞳の中の暗殺者（レイアウト、原画）

2011年
- 劇場版イナズマイレブンGO 究極の絆 グリフォン（作画監督）

### OVA
1993年
- ぼくの地球を守って（動画）

1994年
- アイドル防衛隊ハミングバード（動画）
- MINKY MOMO IN 旅だちの駅（動画）

### ゲーム
- イースIV The Dawn of Ys（ビジュアル原画）